# خوليو بارازا
خوليو بارازا (بالإسبانية: Julio Barraza)‏ (3 أبريل 1980 بسانتا في في الأرجنتين - ) هو لاعب كرة قدم أرجنتيني في مركز الدفاع. لعب مع أرجنتينوس جونيورز وبانفيلد ونادي أتليتيكو كولون وCrucero del Norte ‏.

## وصلات خارجية
- خوليو بارازا على موقع Soccerway.com (الإنجليزية)